# Khởi nghĩa Ba Tơ
Khởi nghĩa Ba Tơ là cuộc nổi dậy giành chính quyền của quân dân châu Ba Tơ thuộc tỉnh Quảng Ngãi, nổ ra ngày 11 tháng 3 năm 1945, sau 2 ngày Nhật đảo chính Pháp ở Việt Nam.

## Sơ lược
Tại Ba Tơ, thực dân Pháp xây dựng một đồn sơn phòng do một sĩ quan Pháp chỉ huy và một "căng" giam tù chính trị. Những đảng viên cộng sản bị an trí ở "căng" này đã thành lập một chi bộ Đảng.
Trưa ngày 10 tháng 3 năm 1945, Ba Tơ nhận được tin Nhật làm đảo chính lật đổ Pháp. Ngay tối hôm đó, chi bộ quyết định lãnh đạo khởi nghĩa. Hội nghị cử ra một Ủy ban Khởi nghĩa, định chương trình và kế hoạch hành động.

## Diễn biến
Lợi dụng thời cơ chính quyền Trung ương của Nhật còn chưa ổn định ở Đông Dương, chính quyền địa phương của Nhật còn chưa tới Ba Tơ, chính quyền Pháp thì bất ổn, tổ chức của Đảng Cộng sản Đông Dương ở Ba Tơ đã lập ra Ủy ban Khởi nghĩa, lãnh đạo quần chúng phá "căng" (nơi an trí tù chính trị) giành chính quyền. Cuộc mít tinh được tổ chức tại sân trại giam đã biến thành cuộc biểu tình kéo đi vây đồn Ba Tơ. Sĩ quan Pháp chỉ huy đồn bỏ chạy, quân lính đầu hàng. Chính quyền cộng sản được thành lập, đội du kích Ba Tơ ra đời. Đây là đội quân vũ trang cách mạng thoát ly đầu tiên của Đảng Cộng sản Đông Dương ở miền Trung Trung Kỳ. Đội quân du kích này đã hoạt động tốt và trở thành lực lượng nòng cốt trong Cao trào kháng Nhật cứu nước 1945, xây dựng và phát triển các chiến khu chống Nhật ở Quảng Ngãi.
Chiều 11 tháng 3, hai cuộc mít tinh lớn do Việt Minh tổ chức tại sân vận động Ba Tơ rồi biến thành cuộc biểu tình tuần hành thị uy kéo đến đồn Ba Tơ. Các chỉ huy Pháp và một số lính bỏ đồn chạy trốn, chỉ còn lại người cai đồn và nhóm lính khố xanh, khố đỏ. Sau khi bị quân khởi nghĩa bao vây, họ đều đầu hàng, quân khởi nghĩa cướp được 17 súng, 15 thùng đạn và nhiều quân trang, quân dụng.
Ngày 12 tháng 3, Ban chỉ huy cuộc khởi nghĩa tổ chức một cuộc mít tinh, thành lập chính quyền mới. Ngày 14 tháng 3, đội du kích Ba Tơ chính thức được thành lập. Tháng 4 năm 1945, đội du kích hoạt động ở một vùng của người Thượng trên dãy núi Trường Sơn hiểm trở. Quân Nhật tìm cách truy lùng nhằm tiêu diệt đội du kích đang còn trong thời kỳ trứng nước. Đội đã phải chịu đựng nhiều gian khổ. Từ cán bộ đến chiến sĩ, ai nấy đều giữ trọn lời thề trong ngày thành lập, quyết "hy sinh vì Tổ quốc". Trong hoàn cảnh gay go thiếu thốn, đội du kích Ba Tơ vẫn đoàn kết và gắn bó với dân.
Đầu tháng 5 năm 1945, Tỉnh ủy Quảng Ngãi cử Nguyễn Chánh làm chính trị viên cùng với Phạm Kiệt và Nguyễn Đôn - những người trực tiếp lãnh đạo cuộc khởi nghĩa - chỉ huy đội du kích. Chi bộ Đảng Cộng sản Đông Dương cũng được thành lập, do Nguyễn Chánh làm bí thư. Lúc này phong trào toàn tỉnh đã lên cao, các tổ chức cứu quốc của toàn tỉnh đã có tới 11 vạn người, với khoảng 2.000 tay súng, Tỉnh ủy quyết định đưa đội du kích về châu hoạt động làm nòng cốt cho việc xây dựng 2 chiến khu ở trong châu: Chiến khu Bắc ở vùng Vĩnh Tuy (Sơn Tịnh) và chiến khu Nam ở vùng Núi Lớn (Mộ Đức).
Về Trung châu, các chiến sĩ du kích Ba Tơ tuyên truyền, vận động, tổ chức quần chúng, huấn luyện cho các chiến sĩ tự vệ cứu quốc và du kích địa phương. Đội du kích Ba Tơ trở thành trung tâm của cao trào kháng Nhật cứu nước ở miền Trung Trung Bộ và là hạt nhân của các lực lượng vũ trang liên khu V sau này.

## Nhận định
Cuộc khởi nghĩa Ba Tơ đã cho thấy tinh thần chủ động, linh hoạt, sáng tạo của tổ chức cơ sở Đảng Cộng sản Đông Dương và tinh thần cách mạng hăng hái của người dân Việt Nam, đã đi vào lịch sử đấu tranh anh dũng của dân tộc Việt Nam.